# انسحاب جرينلاند من المجموعات الأوروبية
انسحبت جرينلاند من المجموعات الأوروبية في عام 1985 بعد أن كانت جزءاً منها لمدة اثني عشر عاماً. حيث انضمت إلى المجموعة الأوروبية في عام 1973 كمقاطعة تابعة للدنمارك وذلك على الرغم من أن الأغلبية في جرينلاند كانت ضد الانضمام. في استفتاء استشاري أجري عام 1982، صوت 53% من الناخبين في جرينلاند لصالح الانسحاب من المجموعات. حيث لم يكن ممكناً إجراء هذا الاستفاء لولا تطبيق الحكم الذاتي في جرينلاند بداية من عام 1979. تم تسوية العلاقة بين جرينلاند والمجموعة الأوروبية جزئيًا بعد انسحابها من خلال ارتباط بموجب وضع الدول والأقاليم الخارجية. في السنوات الأخيرة، أصبح يُشار إلى انسحاب جرينلاند من المجموعة الأوروبية بشكل هامشي باسم "Greenxit".

## انضمام جرينلاند إلى المجموعة الأوروبية

### العلاقات بين جرينلاند والدنمارك بعد إلغاء وضعها الاستعماري في عام 1953
انتهى الوضع الاستعماري لجرينلاند من الدنمارك رسميًا في عام 1953 من خلال تعديل الدستور الدنماركي. وبعد ذلك، تم دمج جرينلاند كمقاطعة في مملكة الدنمارك وبالتالي أصبحت جزءًا لا يتجزأ من مملكة الدنمارك. وقد منح هذا الوضع سكان جرينلاند المواطنة الدنماركية. في الوقت نفسه، وعلى الرغم من انتهاء الاستعمار رسمياً، واصلت الدنمارك اتباع سياسة الاستيعاب الثقافي بما في ذلك الممارسات التمييزية تجاه سكان جرينلاند. ومن الأمثلة البارزة على ذلك "معيار مكان الميلاد"، الذي منح العمال الدنماركيين من خارج جرينلاند، رواتب أعلى من العمال المحليين في جرينلاند. لقد لعب فقدان الثقافة التقليدية في جرينلاند، إلى جانب الاستياء المتزايد بين الشباب في جرينلاند، دورًا حاسمًا في نهاية المطاف عندما تعلق الأمر بمسألة حركة استقلال جرينلاند، سواء من الدنمارك أو من المجموعات الأوروبية.
في السنوات التي تلت إنهاء الاستعمار، ظل اقتصاد جرينلاند معتمدًا بشكل كبير على قطاع صيد الأسماك. شاركت الدنمارك بشكل مباشر في إنشاء صناعة صيد حقيقية بما في ذلك تصنيع منتجات صيد الأسماك. ورغم المحاولات العديدة، فإن القطاعات الأخرى من الاقتصاد لم تتطور كثيراً خلال تلك الفترة.
باعتبارها مقاطعة تابعة لمملكة الدنمارك، ظلت علاقات جرينلاند الخارجية وكذلك حوكمة الجزيرة تحت سيطرة الدنمارك.

### مفاوضات انضمام الدنمارك لتصبح عضوًا في المجموعات الأوروبية
تقدمت الدنمارك بطلب رسمي للانضمام إلى المجموعات الأوروبية، في 10 أغسطس 1961. تم دمج جرينلاند بشكل كامل في عملية انضمام الدنمارك. خلال مفاوضات انضمامها، حيث نجحت حكومة الدنمارك في تأمين عدد من التنازلات والشروط الخاصة لجرينلاند. وقد تضمنت هذه الأحكام، فترة انتقالية مدتها عشر سنوات من أجل حماية صناعة صيد الأسماك في جرينلاند. وعلاوة على ذلك، فإن هذه التنازلات تتعلق بشكل مباشر بمجالات موضوعية اعتبرت حساسة أو مثيرة للمشاكل بالنسبة لجرينلاند. من ناحية أخرى، حصلت الدنمارك على السلطة في تقييد حق إنشاء الشركات في جرينلاند، ومن ناحية أخرى، حصلت جرينلاند على استثناءات فيما يتعلق بمصائد الأسماك. ومع ذلك، ورغم أن الصيادين في جرينلاند حصلوا على حصة عالية إلى حد ما تتوافق مع قدراتهم الفعلية في الصيد، فقد كان هناك استياء شديد من حصص الصيد المخصصة للصيادين من دول أخرى في المجموعات الأوروبية كألمانيا. وقد تطور هذا الأمر فيما بعد ليصبح أحد الأسباب الرئيسية لانسحاب جرينلاند من المجموعات الأوروبية.

### استفتاء الدنمارك بشأن الانضمام إلى المجموعات الأوروبية 1972
في 2 أكتوبر 1972، قدمت الحكومة الدنماركية مسألة الانضمام إلى المجموعات الأوروبية إلى ناخبيها. وتم أيضًا دعوة سكان جرينلاند إلى صناديق الاقتراع.
وبينما صوت 63.5% من الناخبين على المستوى الوطني لصالح الانضمام إلى المجموعات الأوروبية، فإن الاستفتاء في جرينلاند أسفر عن رفض واضح للانضمام إلى المجموعات الأوروبية بنسبة 70.8% من الناخبين. بالإضافة إلى تفسير الرفض الواضح من قبل الناخبين في جرينلاند على أنه صوت واضح ضد المجموعات الأوروبية تم تفسير هذا الرفض أيضاً باعتباره رفضاً قوياً لهيمنة أي قوة أجنبية. ومع ذلك، ورغم الرفض الواضح في جرينلاند، انضمت الجزيرة إلى المجموعة الأوروبية كجزء من الدنمارك في الأول من يناير 1973.
وفي هذا الصدد، فإن مسألة جرينلاند مختلفة عن مسألة جزر فارو . حيث حصلت جزر فارو على وضع الحكم الذاتي في عام 1948، الأمر الذي سمح لها، وفقًا للتشريع الدنماركي، بعدم المشاركة في التصويت الدنماركي بشأن مسألة المجموعات الأوروبية. كانت جزر فارو ترغب في البقاء خارج الجماعات الأوروبية، وبالتالي لم تنضم إليها أبدًا.

### انضمام جرينلاند إلى المجموعات الأوروبية في عام 1973
كما أن انضمام الدنمارك إلى المجموعات الأوروبية في الأول من يناير 1973 يعني أيضاً إمكانية الوصول إلى أموال المجموعات، والتي كانت كبيرة بالنسبة لجرينلاند. بالإضافة إلى الاستثمارات في مشاريع البنية الأساسية، ذهب قدر كبير من تمويل المجموعات الأوروبية، بما في ذلك التمويل من بنك الاستثمار الأوروبي، إلى مجالات غير مرتبطة بمصائد الأسماك، مثل التعليم والمشاريع في مجال موارد الطاقة. وبالمقارنة بمناطق المجموعات الأوروبية الأخرى المحتاجة، تلقت جرينلاند أكبر مبلغ للفرد، وكان بعض هذه المبالغ تعويضات عن حقوق الصيد في مياه جرينلاند التي حصلت عليها المجموعات الأوروبية.
وأخيرًا، ومع انضمامها إلى المجموعات الأوروبية، خصصت الدنمارك واحد من مقاعدها في البرلمان الأوروبي لجزيرة جرينلاند، وسمحت لمراقب من جرينلاند بمرافقة ممثل الدنمارك في المجلس.
وعلى الرغم من هذه التنازلات والحقوق الإيجابية التي منحتها الدنمارك لجرينلاند، إلى أن هذا لم يقلل من المعارضة القوية في جرينلاند ضد عضوية المجموعات الأوروبية. والتي تميزت بالشعور بأن دخولها إلى المجموعات الأوروبية كان قسرياً من قبل أغلبية الناخبين الدنماركيين وفي نفس الوقت بسبب التردد الشديد تجاه المجموعات الأوروبية بسبب سياستها في مجال صيد الأسماك والتصور العام بأن المجموعات الأوروبية بعيد جداً وغير منتبه لمخاوف ورغبات جرينلاند.

## التطورات نحو الاستفتاء الثاني على المجموعات الأوروبية

### التطورات السياسية في جرينلاند منذ انضمامها إلى المجموعات الأوروبية في عام 1973
حتى سبعينيات القرن العشرين، كانت جرينلاند خاضعة لحكم الدولة الدنماركية وحدها. تمت إدارة عملية إنهاء الاستعمار من خلال قرارات من أعلى إلى أسفل، والتي تم الاتفاق عليها في العاصمة وتنفيذها في جرينلاند من قبل برجوازية دنماركية صغيرة. احتفظت الدولة الدنمركية بالسيطرة على المسائل الاقتصادية والاجتماعية. ولم تظهر النخبة الشابة الحقيقية في جرينلاند إلا في سبعينيات القرن العشرين. كانت هذه النخبة تشعر بالإحباط بسبب الهيمنة الدنماركية، وتنتقد بشكل صريح الحكم الدنماركي، الأمر الذي ساهم تدريجياً في توليها الزعامة السياسية. خلال هذه الفترة، نشأ بين سكان جرينلاند وعي عرقي متزايد من ناحية ووعي سياسي ببلدهم من ناحية أخرى. وقد أدى هذا إلى صحوة سياسية أصبح من خلالها سكان جرينلاند أكثر إصراراً على تشكيل مستقبل مجتمعهم.
شكّل الاستفتاء الأول بخصوص المجموعات الأوروبية في عام 1972 لحظة رئيسية ونقطة تحول في التاريخ السياسي لجرينلاند. كرد فعل على الانتقادات القوية للهيمنة الدنماركية، تم إنشاء لجنة الحكم الذاتي التي تتكون من أعضاء من جزيرة جرينلاند فقط وذلك في عام 1973 حيث تهدف هذه اللجنة إلى اقتراح المبادئ التوجيهية الأولية لنظام محتمل للحكم الذاتي لجرينلاند. وقد تناولت لجنة الحكم الذاتي المشتركة بين جرينلاند والدنمارك في عام 1975 صياغة محددة لنظام الحكم الذاتي.
وقد أدت هذه التطورات السياسية في أوائل سبعينيات القرن العشرين أيضًا إلى إنشاء أوائل الأحزاب السياسية في جرينلاند. في غضون فترة قصيرة من الزمن، نشأ مشهد حزبي متنوع. كان حزب السيوموت (الذي يعني "إلى الأمام") هو الحزب الأول والأقوى منذ البداية حيث تأسس في عام 1975، ودعى بقوة إلى الحكم الذاتي والانسحاب من المجموعات الأوروبية. كان الحزب الثاني الذي دخل المشهد السياسي بعد ذلك بفترة وجيزة هو حزب التضامن الذي فضّل أيضاً الحكم الذاتي لجرينلاند لكنه اختار نهجاً موحداً تجاه الدنمارك وفضّل الحفاظ على الوضع الراهن، أي البقاء في مملكة الدنمارك. كان الحزب السياسي الثالث، ولكن الأصغر بكثير في ذلك الوقت، هو حزب مجتمع الشعب الذي اتبع خط أكثر تطرفًا فيما يتعلق بتقرير المصير الوطني ودعى إلى استقلال جرينلاند الكامل.
في 17 يناير 1979، تم تقديم قانون الحكم الذاتي إلى الناخبين في جرينلاند وتم اعتماده بأغلبية 70.1% من الأصوات. لقد أرسى الحكم الذاتي، الذي تم تقديمه في الأول من مايو 1979، الأساس للاستقلال الذاتي المستقبلي لجرينلاند فيما يتعلق بعدد كبير من المواضيع بما في ذلك التنمية الاقتصادية والاجتماعية فضلاً عن إنشاء البنى السياسية الخاصة بما في ذلك البرلمان و الحكومة ‏. في الانتخابات التشريعية الأولى للبرلمان والحكومة عام 1979، فاز سيوموت بالأغلبية في كل من الهيئتين التشريعية والتنفيذية في جرينلاند.
على الرغمن أن الحكم الذاتي يعني أن جرينلاند لا تزال جزءاً من المملكة الدنماركية، إلا أنه أعطاها الحق في إعادة التفاوض على عضويتها في المجموعات الأوروبية.

### الدعوة إلى إجراء استفتاء ثانٍ بخصوص المجموعات الأوروبية وتنظيم حملة من أجله
إن دخول الحكم الذاتي حيز التنفيذ في عام 1979، وصعود حزب سيوموت كحزب مهيمن في جرينلاند بعد دعوات مناهضة للمجموعات الأوروبية، فضلاً عن النهاية الوشيكة للفترة الانتقالية التي استمرت 10 سنوات كعضو في المجموعة الأوروبية، أعطى زخمًا جديدًا للسؤال حول بقاء جرينلاند أو انسحابها المحتمل من المجموعات الأوروبية. في ربيع عام 1981، وافق المجلس المحلي في جرينلاند بالإجماع على عقد استفتاء استشاري ثانٍ بشأن مسألة المجتمع في فبراير1982.
بالنسبة لحزب سيوموت، الذي قاد حملة قوية لصالح الانسحاب من المجموعة الأوروبية، كان الخروج يُنظر إليه باعتباره خطوة أولى طبيعية ومهمة بعد تطبيق الحكم الذاتي لجرينلاند لتشكيل مستقبلها. كان سيوموت مدعومًا من حزب مجتمع الشعب. وقد زعم كلاهما أن عضوية المجموعات الأوروبية تشكل تهديدًا للهوية السياسية والثقافية لجرينلاند، وطالبا باستعادة السيطرة على صناعة صيد الأسماك في جرينلاند من هيئات المجموعات الأوروبية.
من جهة أخرى، دعا حزب التضامن أيضاً إلى إنهاء استغلال مصايد الأسماك في جرينلاند من قبل المجموعات الأوروبية، لكنه كان ضد خروج جرينلاند منها. واقترح الحزب إعادة التفاوض مع المجموعات بشأن أحكام العضوية المتعلقة بالصيد، وجادل بأن التعاون الوثيق مع دول المجموعات الأوروبية فقط هو الذي يسمح لجرينلاند بإكمال عملية التحديث بنجاح. وقد ركّز الحزب بقوة في حججه لصالح استمرار عضوية جرينلاند في المجموعات الأوروبية على الخسائر المالية التي قد تترتب على الانسحاب من المجموعات الأوروبية، لأن هذا من شأنه في نهاية المطاف أن ينهي التمويل الكبير الذي تقدمه المجموعات الأوروبية.
وبشكل عام، لم تكن الحملة المحيطة بالاستفتاء الثاني على المجموعات الأوروبية في عام 1981 وأوائل عام 1982 طويلة ومكلفة فحسب، بل كانت أيضاً قاسية ومريرة بشكل غير عادي وفقاً لمعايير جرينلاند، وهو ما تردد صداه في جو من الغضب وخيبة الأمل بين السكان. وكانت الحجج التي استخدمها المؤيدون والمعارضون اقتصادية في المقام الأول. حيث دعا المؤيدون للخروج إلى سياسة مستقلة للصيد البحري، في حين أشار المؤيدون للبقاء إلى دور وأهمية التمويل الأوروبي في تنمية اقتصاد جرينلاند.

## استفتاء 23 فبراير 1982
أُجري استفتاء بشأن بقاء جرينلاند في المجموعات الأوروبية أو انسحابها منها في 23 فبراير 1982. على الرغم من أنه بموجب الدستور الدنماركي كان فإن هذا الاستفتاء هو إجراء استشاري فقط،  إلا أن الحكومة الدنماركية أوضحت قبل التصويت أنها ستقبل التصويت على الانسحاب باعتباره تفويضاً تفاوضياً ملزماً تجاه المفوضية الأوروبية.
وفي هذا الاستفتاء الثاني الذي يجري بخصوص المجموعات الأوروبية خلال عشر سنوات، صوت 52% من الناخبين لصالح الانسحاب من المجموعات الأوروبية. بلغت نسبة المشاركة في هذا الاستفتاء 74.9% وهي أعلى نسبة مشاركة على الإطلاق.
بعد التصويت، تم تقديم عدة تفسيرات لهذه النتيجة. أولاً وقبل كل شيء، لعب النفور العام لدى السكان تجاه المجموعات الأوروبية دوراً حاسماً. حيث كان يُنظر إلى المجموعات الأوروبية على أنها مؤسسات بعيدة وفوق وطنية، والتي لم تُظهر سوى القليل من الاهتمام بمصالح جرينلاند، بل وفي بعض الحالات كانت تتجاهل هذه المصالح. ومن بين الأسباب الأخرى التي تم طرحها الحساسية بين سكان جرينلاند فيما يتعلق بقضايا مصايد الأسماك والسيطرة المستقلة على المواد الخام الخاصة بها، والتي اعتبرت أنها معرضة للتهديد بسبب عضوية المجموعات الأوروبية. وأخيرا، فإن إدخال الحكم الذاتي قبل أقل من ثلاث سنوات من الاستفتاء، وما يرتبط بذلك من إدراك متزايد للاستقلال السياسية في جرينلاند، هي أسباب إضافية يمكن أن تفسر نتيجة تصويت عام 1982.
ومع ذلك، بالمقارنة مع استفتاء عام 1972، فإن نتائج تصويت عام 1982 تظهر أنه على الرغم من هذه العوامل، فإن شعبية المجموعات الأوروبية ارتفعت في جرينلاند بشكل كبير خلال عشر سنوات من العضوية. حيث كان أكثر من 70% في عام 1972 يعارضون عضوية المجموعات الأوروبية، تقلصت الأغلبية في عام 1982 إلى 52%.
وبشكل عام، ووفقًا لعلماء مثل جوهانسون وليمان سورينسن، كشفت نتائج الاستفتاء أن سكان جرينلاند مستعدون لسداد ثمن الانسحاب، وهو ما يعني ليس فقط فقدان الدعم المالي القادم من المجموعات الأوروبية كعضو، بل قد يؤدي أيضًا في الأمد البعيد إلى "تباطؤ وتيرة التنمية".
وفيما يتعلق بردود الفعل على نتائج استفتاء عام 1982، أعلنت الحكومة الدنماركية دعمها الكامل للمفاوضات بخصوص انسحاب جرينلاند من المجموعات الأوروبية. ومع ذلك، فقد أوضحت أيضاً أن الخزانة الدنماركية لن تقدم أي نوع من مدفوعات التعويض عن فقدان إعانات المفوضية الأوروبية.

## عملية الانسحاب ومعاهدة جرينلاند لعام 1984

### التحضير لمفاوضات الانسحاب قبل الاستفتاء عام 1982
قبل عام واحد من الاستفتاء على انسحاب جرينلاند المحتمل من المجموعة الأوروبية، تمت مناقشة مسألة الخيارات للعلاقات المستقبلية بين الاتحاد الأوروبي وجرينلاند. تضمنت الخيارات المطروحة على الطاولة من ناحية وضعاً مشابهاً لوضع جزر فارو ومن ناحية أخرى وضع دول وأقاليم ما وراء البحار. كان وضع أقاليم ما وراء البحار ترتيباً خاصاً، تم إنشاؤه بموجب معاهدة روما (المواد 131-136) في عام 1957 للدول والأقاليم الخارجية للدول الأعضاء في الجماعة الأوروبية. في أغسطس1981، أعلنت حكومة جرينلاند، أنها ستختار وضع مقاطعة أقاليم ما وارء البحار. وقد ضمن هذا "درجة معينة من التكامل الاقتصادي في السوق المشتركة" والأهم من ذلك "الوصول إلى السوق المشتركة بدون رسوم جمركية لتصدير الأسماك ومنتجات الأسماك". وبالإضافة إلى ذلك، يمكن للأقاليم والبلدان المعنية، من خلال هذه الوضعية، أن تستفيد من المساعدات المالية والقروض الخاصة الممنوحة من صندوق التنمية الأوروبي والبنك الأوروبي للاستثمار. وبشكل عام، ومن حيث رأس المال والتجارة، اعتُبر وضع أقاليم ما وارء البحار أكثر فائدة لجرينلاند من وضع جزر فارو.

### مفاوضات الانسحاب
بما أن الحكومة الدنماركية أعلنت مسبقاً قبل استفتاء جرينلاند أنها ستقبل النتيجة باعتبارها نتيجة نهائية، فإن طلب حكومة جرينلاند إطلاق مفاوضات انسحابها من المجموعات الأوروبية كان مجرد إجراء شكلي في المقام الأول. ومع ذلك، وعلى أساس معاهدات الجماعة الأوروبية، كانت حكومة الدنمارك هي التي تقود رسمياً المفاوضات بشأن الانسحاب وليس حكومة جرينلاند. في مايو 1982، قدمت الحكومة الدنماركية إلى المجلس اقتراحاً على شكل مشروع معاهدة لتعديل معاهدة روما من أجل السماح لجرينلاند بالخروج من المجتمعات والحصول على وضع إقليم ما وراء البحار. ومع ذلك، من المهم التأكيد على أنه في ذلك الوقت لم يكن هناك أي بند في المعاهدة بشأن الانسحاب من المجموعات الأوروبية. ولولا رغبة الدول الأعضاء في المجموعات في الرد على "إشعار الانسحاب" والمضي قدماً في مفاوضات الانسحاب، لكان من الممكن أن يتم التخلي عن هذه العملية بشكل كامل في تلك المرحلة. ومع ذلك، في فبراير 1983، ردت المفوضية برأي إيجابي  بشأن انسحاب جرينلاند من المجموعات الأوروبية وطلبها الحصول على وضع إقليم ما وراء البحار "مع بعض الأحكام المحددة". في حين أنه كان يبدوا أن المفوضية الأوروبية لم تمتلك أي خيار آخر سوى الموافقة على المفاوضات، إلا أن الموقف فيما يتعلق بالعلاقات المستقبلية بين المجموعات الأوروبية وجرينلاند وخاصة وضع منطقة المحيط الهادئ لم يكن خالياً من الجدل في ذلك الوقت.
وعندما قام المفوض الأيرلندي ريتشارد بيرك بزيارة عدد من عواصم دول المجموعات الأوروبية في نهاية عام 1982 وأوائل عام 1983، من أجل صياغة رأي المفوضية،  "واجه معارضة واسعة النطاق ضد منح وضع إقليم ما وارء البحار لعضو منسحب من الجماعة الأوروبية". كانت الحجج الرئيسية التي طرحتها الدول الأعضاء في المجموعات الأوروبية ضد وضع إقليمي مفيد دون التزامات رئيسية من جانب جرينلاند هي أن هذا الوضع من شأنه أن يشكل سابقة للمناطق في الدول الأعضاء الأخرى لطلب الحكم الذاتي أو حتى الحكم الذاتي ثم الانسحاب من المجموعات الأوروبية. كما كانت المفوضية الأوروبية مترددة نسبياً في خلق سابقة تزعم أن "الخروج لا ينبغي أن يفيد دولة تطلب الخروج طواعية". كانت الحجة المضادة التي قدمتها حكومة الدنمارك هي أن "جرينلاند لا ينبغي أن تستفيد ولكن لا ينبغي أيضاً معاقبتها على المغادرة". وعلاوة على ذلك، فقد زعمت أيضاً أن جرينلاند يجب أن تتمتع بمزيد من الحرية نظراً للدور الاستراتيجي الحيوي الذي لعبته خلال الحرب الباردة من خلال استضافة القواعد الأمريكية. وفي نهاية المطاف، تم الاعتراف بأن الثقافة والموقع الجغرافي والبنية الاقتصادية والعديد من السمات الأخرى لجرينلاند كانت مختلفة تماماً عن باقسي الدول الأعضاء في المجموعات الأوروبية، الأمر الذي جعل حالة انسحاب جرينلاند من المجموعات الأوروبية من غير الممكن اعتباره "سابقة".
وفيما يتعلق بموقف جرينلاند من مفاوضات الانسحاب، تم التأكيد على أنه لا ينبغي أن يتمتع صيادو المجموعات الأوروبية بإمكانية الوصول غير المشروط إلى مياه الصيد في جرينلاند، ولكن يمكن السماح له بالاصتياد مقابل دفع ثمن التراخيص. وعلاوة على ذلك، ولكن بشكل أقل إثارة للجدل، كانت الطلبات تتعلق بحقوق التأسيس والموارد الجوفية و"تعاون الإنويت القطبي".

### معاهدة جرينلاند 1984
وقد اتخذ المجلس في بروكسل بتاريخ 13 مارس 1984 قراره النهائي بخصوص مراجعة المعاهدة وبالتالي شروط انسحاب جرينلاند من المجموعات الأوروبية. تضمنت ما يسمى "معاهدة جرينلاند"  الأحكام التالية:
| المادة 1   | إزالة جرينلاند من اتفاقيات الفحم والصلب (ECSC)                                               |
| المادة 2-4 | تعريف جرينلاند كإقليم خارجي مرتبط بالمجموعة الاقتصادية الأوروبية (حالة إقليم ما وراء البحار) |
| المادة 5   | إزالة جرينلاند من منظمة يوروتوم                                                              |
| المادة 6-7 | أحكام التصديق على المعاهدة ودخولها حيز التنفيذ وإيداعها                                      |

كما تضمن البروتوكول الإضافي بشأن الترتيبات الخاصة بجرينلاند، الذي تم إرفاقه بمعاهدة جرينلاند، المواد التالية:
| المادة 1 | إعفاء جرينلاند من الرسوم الجمركية على الصادرات فيما يتعلق بمنتجات الأسماك في ظل ظروف معينة |
| المادة 2 | الترتيبات الانتقالية فيما يتعلق بحقوق التأسيس والمساعدة المالية                            |
| المادة 3 | إضافة جرينلاند إلى قائمة الدول والأقاليم ما وراء البحار                                    |

بشكل عام، منحت المعاهدة جرينلاند الحق في الاحتفاظ بمساهماتها المالية وحقوق الصيد والتمتع بالوصول المعفي من الرسوم الجمركية لمنتجات الصيد إلى الاتحاد الأوروبي شريطة التوصل إلى اتفاق مرضٍ بشأن مصايد الأسماك. رتبت المعاهدة خروج جرينلاند وعدلّت معاهدات سابقة للمجتمعات الأوروبية. وعلى هذا النحو، فإن هذه المعاهدة جزء لا يتجزأ من الأساس الدستوري للاتحاد الأوروبي.
في 13 مارس 1984، وقعت الدول العشر الأعضاء في المجموعات الأوروبية معاهدة جرينلاند. وبعد المصادقة عليها من قبل البرلمانات الوطنية لجميع الدول الأعضاء في المجموعات الأوروبية، باستثناء اليونان، التي صدقت عليها بقرار مشترك لوزراء الخارجية والاقتصاد الوطني والمالية،  دخلت معاهدة جرينلاند حيز التنفيذ في الأول من فبراير 1985، وهو التاريخ الذي يمثل أيضاً التاريخ الرسمي لانسحاب جرينلاند من المجموعات الأوروبية.

## العودة المحتملة لجرينلاند إلى الاتحاد الأوروبي
بعد مرور ثلاثة عقود على انسحاب جرينلاند من المجموعات الأوروبية، اقترحت أقلية من السياسيين ورجال الأعمال في جرينلاند مؤخراً أنه ينبغي النظر في إعادة انضمام جرينلاند إلى الاتحاد الأوروبي. حيث يمكن أن يساعد ذلك في تنويع اقتصاد جرينلاند خارج قطاع مصايد الأسماك. وباستثناء بعض الأصوات المعزولة، لم يتم تنفيذ هذا الاقتراح على الساحة السياسية في جرينلاند حتى الآن.
تقدمت أيسلندا بطلب عضوية الاتحاد الأوروبي في عام 2009، وكانت تأمل في الحصول على استثناء من سياسة مصايد الأسماك المشتركة، وهو ما لم يتم منحه.[بحاجة لمصدر]. كان من الممكن أن يؤدي مثل هذا الاستثناء إلى تغيير بعض الآراء في جرينلاند،[بحاجة لمصدر] إذا أعطي لهم هذا الاستثناء.